# استیو وای

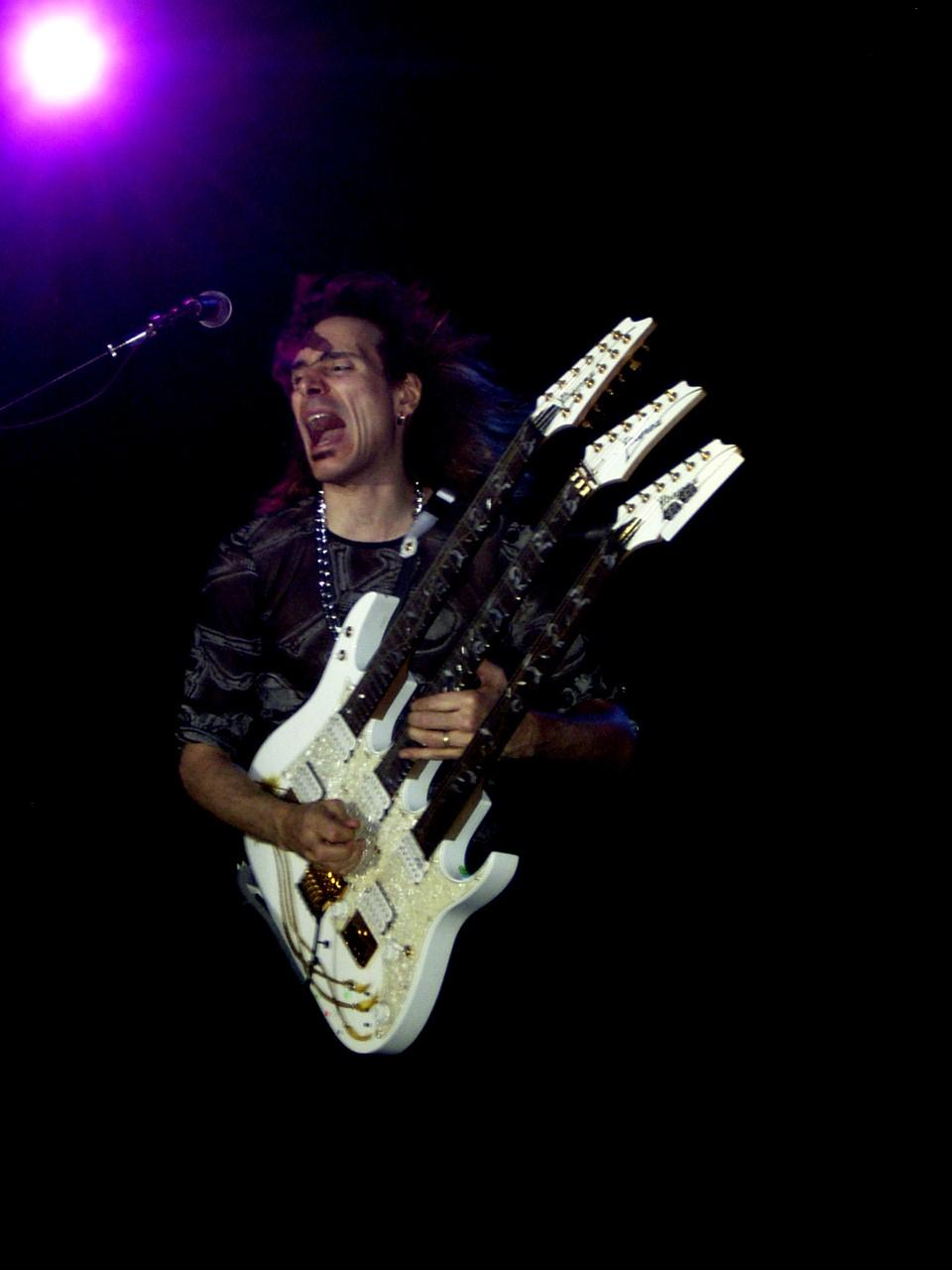
استیو وای از خون خود در رنگ آمیزی گیتار Ibanez خود استفاده کرده‌است.

استیو وای (Steve Vai)، متولد ۱۹۶۰ نیویورک، نام یکی از گیتاریست‌های برتر جهان می‌باشد.
وی ۵ بار نامزد و دو بار برنده جایزه گرمی آمریکا بوده‌است و به همراه جو ستریانی و جان پتروچی (از گروه دریم ثیتر) از اعضای پروژه G-۳ بوده‌است.
وی دانش‌آموخته کالج موسیقی برکلی است.
گیتارهای الکتریک ایبانز سری Jem توسط وی طراحی و مورد اسفاده قرار می‌گیرد.